# Футболист года в Испании
Премия «Дон Балон» (исп. Premio «Don Balón») — престижная испанская футбольная награда, присуждаемая журналом «Don Balón» лучшим футболистам и тренерам чемпионата Испании. Премия присуждается каждое лето футболистам и тренерам, наилучшим образом проявивших себя в течение испанского футбольного сезона. Также с 1990 года по 2002 год существовала альтернативная премия, выбирающая лучшего футболиста в Испании, которая присуждалась журналом «El País».

## Лауреаты
| Сезон   | Футболист года «Don Balón» | Футболист года «Don Balón» | Футболист года «El País» | Футболист года «El País»        | Молодой игрок «Don Balón» | Молодой игрок «Don Balón» | Молодой игрок «El País»                 | Молодой игрок «El País»                | Иностранец «Don Balón» | Иностранец «Don Balón» | Иностранец «El País»    | Иностранец «El País» |
| Сезон   | Имя                        | Клуб                       | Имя                      | Клуб                            | Имя                       | Клуб                      | Имя                                     | Клуб                                   | Имя                    | Клуб                   | Имя                     | Клуб                 |
| ------- | -------------------------- | -------------------------- | ------------------------ | ------------------------------- | ------------------------- | ------------------------- | --------------------------------------- | -------------------------------------- | ---------------------- | ---------------------- | ----------------------- | -------------------- |
| 1975/76 | Анхель Гонсалес            | «Реал Мадрид»              | —                        | —                               | —                         | —                         | —                                       | —                                      | Йохан Нескенс          | «Барселона»            | —                       | —                    |
| 1976/77 | Хуан Гонсалес              | «Бургос»                   | —                        | —                               | —                         | —                         | —                                       | —                                      | Йохан Кройф            | «Барселона»            | —                       | —                    |
| 1977/78 | Мигели                     | «Барселона»                | —                        | —                               | —                         | —                         | —                                       | —                                      | Йохан Кройф            | «Барселона»            | —                       | —                    |
| 1978/79 | Куини                      | «Спортинг Хихон»           | —                        | —                               | —                         | —                         | —                                       | —                                      | Ули Штилике            | «Реал Мадрид»          | —                       | —                    |
| 1979/80 | Рафаэль Гордильо           | «Реал Бетис»               | —                        | —                               | —                         | —                         | —                                       | —                                      | Ули Штилике            | «Реал Мадрид»          | —                       | —                    |
| 1980/81 | Уррути                     | «Эспаньол»                 | —                        | —                               | —                         | —                         | —                                       | —                                      | Ули Штилике            | «Реал Мадрид»          | —                       | —                    |
| 1981/82 | Мигель Тендильо            | «Валенсия»                 | —                        | —                               | —                         | —                         | —                                       | —                                      | Ули Штилике            | «Реал Мадрид»          | —                       | —                    |
| 1982/83 | Хуан Сеньор                | «Реал Сарагоса»            | —                        | —                               | —                         | —                         | —                                       | —                                      | Хуан Барбас            | «Реал Сарагоса»        | —                       | —                    |
| 1983/84 | Мануэль Сервантес          | «Реал Мурсия»              | —                        | —                               | —                         | —                         | —                                       | —                                      | Хуан Барбас            | «Реал Сарагоса»        | —                       | —                    |
| 1984/85 | Мигели                     | «Барселона»                | —                        | —                               | —                         | —                         | —                                       | —                                      | Бернд Шустер           | «Барселона»            | —                       | —                    |
| 1985/86 | Мичел                      | «Реал Мадрид»              | —                        | —                               | Хуан Карлос               | «Реал Вальядолид»         | —                                       | —                                      | Хорхе Вальдано         | «Реал Мадрид»          | —                       | —                    |
| 1986/87 | Андони Субисаррета         | «Барселона»                | —                        | —                               | Эрне Вальверде            | «Реал Вальядолид»         | —                                       | —                                      | Уго Санчес             | «Реал Мадрид»          | —                       | —                    |
| 1987/88 | Хуан Ларраньяга            | «Реал Сосьедад»            | —                        | —                               | Себастьян Лосада          | «Эспаньол»                | —                                       | —                                      | Алемао                 | «Атлетико Мадрид»      | —                       | —                    |
| 1988/89 | Фернандо Гомес             | «Валенсия»                 | —                        | —                               | Луис Милья                | «Барселона»               | —                                       | —                                      | Оскар Руджери          | «Логроньес»            | —                       | —                    |
| 1989/90 | Мартин Васкес              | «Реал Мадрид»              | Мануэль Санчис           | «Реал Мадрид»                   | Педро Гонсалес            | «Логроньес»               | Луис Милья                              | «Барселона»                            | Уго Санчес             | «Реал Мадрид»          | —                       | —                    |
| 1990/91 | Андони Гойкоэчеа           | «Барселона»                | Андони Гойкоэчеа         | «Барселона»                     | Луис Энрике               | «Спортинг Хихон»          | Луис Энрике                             | «Спортинг Хихон»                       | Бернд Шустер           | «Атлетико Мадрид»      | —                       | —                    |
| 1991/92 | Агустин Эльдуайэн          | «Бургос»                   | Маноло                   | «Атлетико Мадрид»               | Дельфи Хели               | «Альбасете»               | Хосеп Гвардиола                         | «Барселона»                            | Микаэль Лаудруп        | «Барселона»            | Христо Стоичков         | «Барселона»          |
| 1992/93 | Фран Гонсалес              | «Депортиво Ла Корунья»     | Мичел                    | «Реал Мадрид»                   | Юлен Герреро              | «Атлетик Бильбао»         | Юлен Герреро                            | «Атлетик Бильбао»                      | Мирослав Джукич        | «Депортиво Ла Корунья» | Микаэль Лаудруп         | «Барселона»          |
| 1993/94 | Юлен Герреро               | «Атлетик Бильбао»          | Юлен Герреро             | «Атлетик Бильбао»               | Серхи Бархуан             | «Барселона»               | Серхи Бархуан                           | «Барселона»                            | Христо Стоичков        | «Барселона»            | Микаэль Лаудруп Ромарио | «Барселона»          |
| 1994/95 | Амависка                   | «Реал Мадрид»              | Амависка                 | «Реал Мадрид»                   | Рауль                     | «Реал Мадрид»             | Амависка                                | «Реал Мадрид»                          | Иван Саморано          | «Реал Мадрид»          | Иван Саморано           | «Реал Мадрид»        |
| 1995/96 | Хосе Каминеро              | «Атлетико Мадрид»          | Хосе Каминеро Рауль      | «Атлетико Мадрид» «Реал Мадрид» | Иван де ла Пенья          | «Барселона»               | Иван де ла Пенья Морьентес Хорди Лардин | «Барселона» «Реал Сарагоса» «Эспаньол» | Преда Миятович         | «Валенсия»             | Преда Миятович          | «Валенсия»           |
| 1996/97 | Рауль                      | «Реал Мадрид»              | Рауль Фернандо Йерро     | «Реал Мадрид»                   | Виктор Феранандес         | «Реал Вальядолид»         | Иван де ла Пенья                        | «Барселона»                            | Роналдо                | «Барселона»            | Роналдо                 | «Барселона»          |
| 1997/98 | Альфонсо                   | «Реал Бетис»               | Луис Энрике              | «Барселона»                     | Альберт Селадес           | «Барселона»               | Альберт Селадес                         | «Барселона»                            | Ривалдо                | «Барселона»            | Ривалдо                 | «Барселона»          |
| 1998/99 | Рауль                      | «Реал Мадрид»              | Рауль                    | «Реал Мадрид»                   | Хави                      | «Барселона»               | Хави                                    | «Барселона»                            | Луиш Фигу              | «Барселона»            | Ривалдо                 | «Барселона»          |
| 1999/00 | Рауль                      | «Реал Мадрид»              | Рауль                    | «Реал Мадрид»                   | Икер Касильяс             | «Реал Мадрид»             | Херард Лопес                            | «Валенсия»                             | Луиш Фигу              | «Барселона»            | Луиш Фигу               | «Барселона»          |
| 2000/01 | Рауль                      | «Реал Мадрид»              | Рауль                    | «Реал Мадрид»                   | Карлес Пуйоль             | «Барселона»               | Хави Морено                             | «Депортиво Алавес»                     | Луиш Фигу              | «Барселона»            | Луиш Фигу               | «Барселона»          |
| 2001/02 | Рауль                      | «Реал Мадрид»              | Диего Тристан            | «Депортиво Ла Корунья»          | Хоакин                    | «Реал Бетис»              | Хоакин                                  | «Реал Бетис»                           | Зинеддин Зидан         | «Реал Мадрид»          | Зинеддин Зидан          | «Реал Мадрид»        |
| 2002/03 | Хаби Алонсо                | «Реал Сосьедад»            | —                        | —                               | Тиагу Мотта               | «Барселона»               | —                                       | —                                      | Нихат                  | «Реал Сосьедад»        | —                       | —                    |
| 2003/04 | Висенте                    | «Валенсия»                 | —                        | —                               | Жулио Баптиста            | «Севилья»                 | —                                       | —                                      | Роналдиньо             | «Барселона»            | —                       | —                    |
| 2004/05 | Хави                       | «Барселона»                | —                        | —                               | Серхио Рамос              | «Севилья»                 | —                                       | —                                      | Хуан Рикельме          | «Вильярреал»           | —                       | —                    |
| 2005/06 | Давид Вилья                | «Валенсия»                 | —                        | —                               | Рауль Альбиоль            | «Валенсия»                | —                                       | —                                      | Роналдиньо             | «Барселона»            | —                       | —                    |
| 2006/07 | Санти Касорла              | «Рекреативо»               | —                        | —                               | Алексис Руано             | «Хетафе»                  | —                                       | —                                      | Лионель Месси          | «Барселона»            | —                       | —                    |
| 2007/08 | Маркос Сенна               | «Вильярреал»               | —                        | —                               | Боян Кркич                | «Барселона»               | —                                       | —                                      | Серхио Агуэро          | «Атлетико Мадрид»      | —                       | —                    |
| 2008/09 | Андрес Иньеста             | «Барселона»                | —                        | —                               | Жерар Пике                | «Барселона»               | —                                       | —                                      | Лионель Месси          | «Барселона»            | —                       | —                    |
| 2009/10 | Борха Валеро               | «Мальорка»                 | —                        | —                               | Хави Мартинес             | «Атлетик Бильбао»         | —                                       | —                                      | Лионель Месси          | «Барселона»            | —                       | —                    |